# Frauenherzen
Frauenherzen ist eine deutsche Filmkomödie von Regisseurin Sophie Allet-Coche aus dem Jahr 2014. Der episodische Ensemblefilm nach einem Drehbuch von Astrid Ruppert wurde als weibliches Gegenstück zu Simon Verhoevens Komödie Männerherzen (2009) und deren Fortsetzung Männerherzen … und die ganz ganz große Liebe (2011) entwickelt. Er handelt von einer Gruppe unterschiedlicher Berliner Frauentypen, deren Alltag freundschaftlich oder zufällig miteinander verknüpft ist. In den weiblichen Hauptrollen sind Nadeshda Brennicke, Valerie Niehaus, Anna Fischer, Julia Hartmann, Marie Schöneburg und Julia Dietze zu sehen.
Für die Herstellung des Films zeigte sich wie auch schon bei Männerherzen die Münchner Wiedemann & Berg Filmproduktion unter Quirin Berg und Max Wiedemann verantwortlich. Die Erstausstrahlung von Frauenherzen erfolgte am 13. Januar 2014 auf Sat.1 emotions im Pay-TV. Einen Tag später sendete der Free-TV-Sender Sat.1 den Film. Mit mehr als drei Millionen Zuschauern fuhr die Produktion überdurchschnittliche Marktanteile ein und avancierte für den Sender zugleich zum erfolgreichsten eigenproduzierten Non-Event innerhalb von 12 Monaten. Kritiker lobten mehrheitlich die Besetzung und musikalische Untermalung des Films, äußerten sich jedoch kritisch in Bezug auf die Qualität im Vergleich zu Männerherzen.

## Handlung
Fe Wilke ist eine erfolgreiche Modelbookerin, die – sich dem Karrieredruck beugend – in ihrer Freizeit lieber für ihre Schützlinge als für Ehemann Mark sorgt. Kurz vor Antritt ihrer nachzuholenden Flitterwochen wirbt Fe für eine Kampagne das labile und naive Model Mira an, das nach einem unglücklichen Beziehungsende und nachfolgendem Zusammenbruch versucht, in Eigentherapie zurück in ihr Privatleben und den Berufsalltag zu finden. Als der Abreisetag ausgerechnet mit Probeaufnahmen für Mira zusammenfällt, sieht Fe sich gezwungen, die gemeinsame Reise mit Mark abzusagen. Dieser jedoch stellt ihr ein Ultimatum: Sollte Fe nicht mit ihm mitkommen wollen, würde er die Scheidung einreichen. Erst mit Miras Zutun gelingt es Fe schließlich, zu erkennen, was ihr wirklich wichtig ist.
Karo Richter ist Hausfrau, deren Alltag von ihrem Gatten Tom und den gemeinsamen drei Kindern bestimmt wird. Der Zustand im ehelichen Schlafzimmer stört jedoch zunehmend das Familienidyll: Tom verwehrt ihr körperliche Zuneigung. Den fehlenden Sex sublimiert Karo mit Arbeit in Haus und Garten. Erst als sie Tom eines Mittags unerwartet bei der Besichtigung einer Stadtwohnung beobachtet, glaubt Karo den wahren Grund für Toms Ablehnung zu erkennen: Er hat eine Affäre und arrangiert bereits seinen Auszug. Erzürnt plant Karo, Toms Plänen zuvorzukommen, und setzt kurzerhand einen Makler auf ihr gemeinsames Haus im Grünen an. Als Tom jedoch dahinterkommt, muss sie erkennen, dass sie sich in ihrem Mann einmal mehr geirrt hat.
Karos engste Vertraute Frieda führt ein Kiez-Café und ist überzeugter Single. Im Gegensatz zu ihrer Freundin verbringt sie ihre Feierabende in Berliner Szeneclubs und fremden Betten. Gefühle lässt sie vor lauter Bindungsangst dabei nicht zu – obwohl es ihr an Angeboten nicht gerade mangelt. Die lebenslustige Charlie Fiedler ist alleinerziehende Mutter eines dreijährigen Mädchens. Als ewige Praktikantin sieht sie sich zwischen den eigenen Träumen von einer vielversprechenden Karriere und den fehlenden finanziellen Mitteln für die Erziehung ihrer Tochter gefangen. Als sie nach einem Bewerbungsgespräch bei einem Immobilienmakler erneut ein Praktikum erhält, wittert sie ihre große Chance: Schafft sie es, dem Model Mira eine neue Bleibe zu vermitteln, dann kann sie auf eine Festanstellung hoffen. Dieses macht Charlie den Durchbruch allerdings alles andere als einfach.
Friseurin Mandy sehnt sich wiederum nach ihrem Traumprinzen. Während ihrer Kollegin eine Bekanntschaft nach der anderen in den Schoß fällt, bleiben Mandy nur rosarote Tagträume von einer glücklichen Heirat. Die ausschlaggebenden Hindernisse sieht Mandy in ihrer fülligen Figur und der fehlenden Akzeptanz durch andere. Als sie in Friedas Café eines Nachmittags den charmanten jungen Blinden Fritz trifft, glaubt sie, endlich den Mann fürs Leben gefunden zu haben. Zu ihrer geplanten Verabredung taucht Fritz jedoch nicht auf.

## Hintergrund

### Produktion

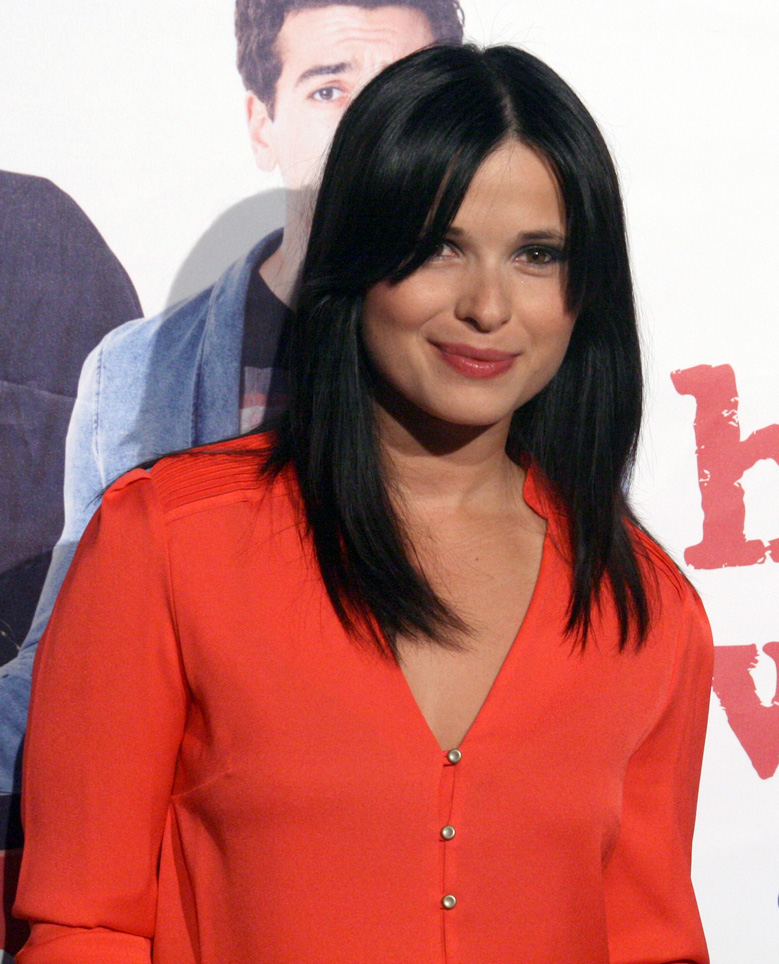
Anna Fischer, eine der fünf Hauptdarstellerinnen in Frauenherzen

Die Dreharbeiten zu Frauenherzen fanden vom 27. August bis 30. September 2013 in Berlin und Umgebung statt. Regisseurin Sophie Allet-Coche inszenierte die Produktion nach einem Drehbuch von Filmproduzentin und Schriftstellerin Astrid Ruppert. Produziert wurde der TV-Spielfilm von der Münchner Wiedemann & Berg Filmproduktion, deren Mitbegründer Max Wiedemann und Quirin Berg sich bereits für die Entwicklung und Herstellung von Simon Verhoevens Komödie Männerherzen (2009) und deren Fortsetzung Männerherzen … und die ganz ganz große Liebe (2011) verantwortlich gezeigt hatten. Als ausführender Produzent agierte Peter Fröhlich; verantwortlicher Redakteur war Patrick N. Simon. Finanzielle Förderung erhielt das Projekt durch das Medienboard Berlin-Brandenburg.

## Rezeption

### Kritiken
„Sat.1 zeigt die Antwort auf Männerherzen: Fünf Frauen und ihre Geschichtchen werden aufgeschäumt zu einem Kuschelfilm, bei dem Komödiengucker sofort ahnen, was da noch so kommt […] Wie das Vorbild verklöppelt auch Frauenherzen verschiedene Handlungsstränge. Menschen, die sich eigentlich nicht kennen, mäandern umeinander herum, fallen sich gegenseitig über die Füße und nehmen Einfluss auf das Leben der anderen […] Unterwegs dahin muss der Zuschauer ein paar Klischees und Dämlichkeiten überstehen […] Bemerkenswert ist der überdurchschnittlich gute Soundtrack mit The Libertines, Kings of Convenience, Radiohead, Badly Drawn Boy und Nouvelle Vague - wenn schon nicht die Handlung, dann dürfte zumindest diese Auswahl ins Alter gekommene Mädchen sentimental seufzen lassen.“

„Mit der Anspielung auf Männerherzen hat Sat.1 diesem Film keinen Gefallen getan. Auch wenn die Produktionsfirma in beiden Fällen die gleiche ist: Von der Spritzigkeit des Kinohits, der Qualität seiner Dialoge und dem Gespür für Situationskomik ist Frauenherzen dann doch ein gutes Stück entfernt. Und bei allem Respekt vor Valerie Niehaus, Nadeshda Brennicke und Anna Fischer: Til Schweiger, Christian Ulmen und Wotan Wilke Möhring spielen in einer ganz anderen Liga. Dennoch ist das romantische Sat-1-Drama sehenswert, zumal das Drehbuch trotz eines halben Dutzends Erzählstränge einen gewissen Tiefgang bietet.“

„Berlin: Agenturchefin Fe sorgt sich mehr um das nervöse Model Mira als um ihren Mann. Charlie ist Praktikantin – und Mutter. Karo leidet unter einer ehelichen Sexflaute. Frieda serviert ihre Lover ab, Friseurin Mandy hat ein Herz aus Schokolade… Überraschungsfrei, aber charmant-unbeschwert. Leichte Kost, guckt sich aber gut weg.“

„Wer sich Einsichten in Rollenmuster und Lebensvorstellungen moderner Frauen von der Vorstadtmutti bis zur Karrieretussi erhofft, dürfte etwas enttäuscht sein: Der optisch gelackt wirkende Liebesreigen bleibt an der Oberfläche und kann aus dem Verweben der unterschiedlichen Schicksale nicht viel Witz ziehen. Die vielen Klischees, etwa das von der korpulenten Friseurin Mandy, die mit Pralinen die Leere in ihrem Leben zu stopfen versucht, oder der arroganten Karrierefrau Fe, die vor lauter Ehrgeiz ihre Flitterwochen sausen lässt, sind ein Armutszeugnis für das Team um Regisseurin Sophie Allet-Coche.“

„Fünf Schicksale in 90 Minuten. Da bleibt erfahrungsgemäß wenig Zeit, in die Tiefe zu gehen. Und einige der Geschichten sind auch bereits nach kurzer Zeit recht vorhersehbar. Aber beides ist nicht schlimm bei diesem Film, der nie vorgibt, mehr sein zu wollen als pure Unterhaltung. Zumal nahezu alle Rollen ideal besetzt sind und einem das Gefühl geben, dass man so eine Frau selber in der Bekanntschaft hat. Zumindest eine, die so ähnlich ist. Manchmal allerdings hat Regisseurin Sophie Allet-Coche dann doch etwas zu tief in die Klischeekiste gegriffen. Dafür verzichtet sie komplett auf jede Art von Voyeurismus und allzu plumpe Gags oder Slapstick-Einlagen – bei anderen Sat.1-Komödien keine Selbstverständlichkeit. Und ein dickes Lob an die Verantwortlichen, die für die musikalische Unterhaltung dieser eineinhalb Stunden gesorgt haben. Schon lange nicht mehr hat man in einem TV-Film einen so guten und passenden Soundtrack gehört.“

### Erfolg
Bei Erstausstrahlung am 14. Januar 2014 schalteten 3,03 Millionen Fernsehende ab drei Jahren ein und sorgten damit für eine überdurchschnittliche Sehbeteiligung von 9,9 Prozent.

## Fortsetzung als Fernsehserie
Der Fernsehfilm wird seit dem 10. September 2015 als Serie auf dem Pay-TV-Sender Sat.1 emotions ausgestrahlt. Nach der Free-TV-Ausstrahlung der ersten Folge am 15. September 2015 auf Sat.1 wurde die Ausstrahlung dort wegen der schlechten Einschaltquote gestoppt. Am 15. Oktober 2015 strahlte Sat.1 emotions das Staffelfinale aus.